# Johann Christian Mehlhorn
Johann Christian Mehlhorn (auch: Melhorn; * 12. Dezember 1698 in Chemnitz; † 14. Februar 1760 in Delitzsch) war ein deutscher evangelischer Theologe.

## Leben
Mehlhorn besuchte das Gymnasium in Chemnitz und studierte anschließend ab dem 10. April 1717 an der Universität Wittenberg. Nachdem er sich in Wittenberg am 30. April 1721 den akademischen Grad eines Magisters erworben hatte, setzte er seine Studien an der Universität Leipzig fort. 1724 ging er als Substitut des Pastors nach Gelenau/Erzgeb. und wurde im Folgejahr dessen Nachfolger. 1743 berief man ihn als Superintendent nach Weida und 1751 als Superintendent, Pastor Primarius und Direktor der Schulen nach Delitzsch, wo er am starb. 
Er gab 1741 das Gesangbuch von Gelenau heraus, welches sich für die damalige Zeit durch Genauigkeit der Texte und allerhand brauchbare hymnologische Zutaten auszeichnete und 1744 in Weida wieder aufgelegt ist. Er hat auch selbst Lieder gedichtet, welche sich in dem genannten und in dem Delitzscher Gesangbuch finden.

## Werkauswahl
1. Dissertation, de distinctione Psalmorum, Hymnorum atque Odarum spiritualium, arl Colos. III, 16 et Ephes. V, 19, contra Clericum. Witteberg 1720
2. Dissertation de eo, quod Novo Testamento proprium est. Wittenberg 1721
3. Gott, der schöne Berg der Frommen, über Psalm IV, 9. Chemnitz 1728
4. Gründliche Erklärung der heil. Schrift alten Testaments, durch vollständige Auszüge aus denen in Menthenii und Ickenii Thesauris befindlichen und übrigen besten Disputationibus, auch andern Anmerkungen gelehrter Männer, mit eigenen Beyträgen vermehrt. 8 Bände. Leipzig 1738–1748
5. Gelenauisches Gesangbuch, durch ein besonder Legatum veranlasset, in vollständiger systematischer Ordnung abgefasset, mit Beyträgen zum Liederstudio, einer Realconcordanz und Nachricht von denen Autoribus der Lieder, auch andern Anmerkungen versehen, und nach dem ersten Abdrucke der Lieder verbessert. 1741
6. Erleuchtete Augen im Tode, über Hiob XIX, 25-27; eine Leichenpredigt. Schneeberg 1741
7. Gründlicher Unterricht für diejenigen, welche das erstemahl zum heil. Abendmahl gehen. Schneeberg 1742, Delitzsch 1753
8. Gottgefallige Dankopfer nach vollendeter Aernte; über Jerem. V, 24. Schneeberg 1744
9. Die Worte der himmlischen Weisheit in denen Raths- und Gerichtsstuben, über Matth. VIII, 1— 13